# SF 1891 Friedberg
SF 1891 Friedberg – niemiecki klub szachowy z siedzibą we Friedbergu.

## Historia
Klub został założony w 1891 roku pod nazwą Friedberger Schachclub. W okresie I wojny światowej jego aktywność była ograniczona. W 1925 roku klub zagrał mecz towarzyski z SK Gießen. W 1947 roku klub przyjął nazwę Schachfreunde Friedberg, a cztery lata później został członkiem Hessischen Schachverband (heskiego związku szachowego), podejmując rywalizację ligową. W 1954 roku SF Friedberg wygrał frankfurcką Bezirksklasse, awansując do Landesligi (najwyższy poziom lokalny). W kolejnym sezonie klub zajął czwarte miejsce w Landeslidze. W 1980 roku na jeden sezon klub awansował do Oberligi (w sezonie 1980/1981 uzyskał ósme miejsce). W 2003 roku klub zorganizował symultanę z udziałem Rustema Dautowa. W 2011 roku drużyna kobieca wygrała 2. Bundesligę. W sezonie 2011/2012 klub zajął czwarte miejsce we Frauenbundeslidze. W kolejnym sezonie klub z Friedbergu zdobył wicemistrzostwo Niemiec, kończąc rozgrywki ze stratą punktu do OSG Baden-Baden. W składzie zespołu znajdowały się wówczas m.in.: Almira Skripczenko, Eva Repková, Melanie Ohme, Elena Levushkina, Ticia Gara, Adriana Nikołowa, Irina Bulmaga, Deimantė Daulyté, Ljubka Genowa i Ioana-Smaranda Pădurariu. W 2014 roku zespół zajął trzecie miejsce w lidze, za SC 1957 Bad Königshofen i OSG Baden-Baden. Sezon 2014/2015 SF 1891 Friedberg ukończył na ósmym miejscu w lidze, a sezon 2015/2016 – na siódmym. Klub nie przystąpił do rozgrywek Frauenbundesligi w sezonie 2016/2017.